# Chillapura, Malavalli
Chillapura là một làng thuộc tehsil Malavalli, huyện Mandya, bang Karnataka, Ấn Độ.